# Petals on the Wind
Petals on the Wind è un film televisivo del 2014, diretto da Karen Moncrieff.
Sequel del film Flowers in the Attic e interpretato da Heather Graham, Rose McIver, Wyatt Nash, Bailey Buntain ed Ellen Burstyn, il film è tratto dal romanzo Petali di tenebra di V. C. Andrews, il secondo romanzo della Serie Dollanganger. Il film segue le vicendi dei ragazzi Dollanganger sopravvissuti - Cathy, Chris e Carrie - dieci anni dopo che sono fuggiti dall'attico. Nonostante abbia tentato di andare avanti con la propria vita, dopo che si sono verificati diversi tentativi falliti e tragedie, Cathy decide che è tempo di vendicarsi di sua madre.
Lifetime ha annunciato per la prima volta il film poco prima dell'uscita di Flowers in the Attic. La rete ha annunciato alla première del film lo sviluppo dei seguenti libri della serie Dollanganger, If There Be Thorns e Seeds of Yesterday, entrambi trasmessi nel 2015.
Il film ha ricevuto una risposta positiva dalla critica.

## Trama
Dieci anni dopo la loro fuga da Foxworth Hall, i ragazzi Dollanganger sopravvissuti - Cathy, Chris e Carrie - partecipano al funerale del loro padre adottivo, Paul Sheffield, che li aveva accolti dopo la fuga. I tre sono ancora traumatizzati dagli abusi della nonna e dal tradimento della madre, che ha portato alla morte del gemello di Carrie, Cory. Nel frattempo, la loro nonna, Olivia, colpita da un ictus un paio di anni prima, è ora invalida. Corrine ha evitato ogni contatto con i suoi figli e inizia a ristrutturare Foxworth Hall in modo che possa assumere la piena proprietà della villa.
Cathy è diventata un'aspirante ballerina, Chris frequenta la facoltà di medicina e Carrie è iscritta ad un liceo d'élite, ma è costantemente vittima di bullismo per la sua bassa statura. Cathy incontra ed è attratta da Julian Marquet, un collega ballerino. Al loro primo appuntamento, la invita ad andare a New York con lui per provare un ruolo da protagonista in Romeo e Giulietta, che lei accetta. Più tardi quella notte, Cathy e Chris ammettono di provare ancora dei sentimenti l'uno per l'altro e, cedendo alla loro passione, fanno l'amore. Tuttavia, Cathy insiste sul fatto che devono trovare altri da amare e vivere una vita normale. La loro conversazione rivela allo spettatore che Cathy era incinta del figlio di Chris, concepito dal loro primo incontro sessuale mentre erano imprigionati, ma che ha abortito. Anche se Chris dice che non potrà mai amare nessuno tranne lei, Cathy parte per New York con Julian il giorno successivo con la speranza di ricominciare da capo con lui.
Chris inizia una relazione con Sarah Reeves, la figlia del suo capo all'ospedale dove lavora. La relazione di Cathy con Julian si deteriora rapidamente quando il giovane mostra un lato oscuro e offensivo. Quando lei tenta di lasciarlo, Julian minaccia di uccidere lei e Chris. Durante le prove di balletto, la fa cadere provocandole una ferita alla gamba e impedendole così di ottenere il ruolo desiderato. Cathy riesce a sgattaiolare via per vedere Chris diplomarsi alla facoltà di medicina, ma nega che ci sia qualcosa che non va quando vede il suo occhio nero. Cathy ritorna da Julian dopo che lui mostra rimpianto per averla picchiata e l'aiuta ad ottenere il ruolo di Giulietta mettendo vetri rotti nelle scarpe della ballerina scelta per la parte. Cathy accetta di permettere che Carrie rimanga con lei e Julian per sfuggire al bullismo implacabile a scuola. Durante il balletto, Chris sorprende Julian che tocca Carrie e tra i due ha luogo uno scontro violento. Julian se ne va e Cathy va via con lui. Mentre Julian sta guidando, Cathy gli rivela di essere incinta di lui. Sconvolto per la notizia il giovane ha un incidente stradale nel quale lui perde la vita e Cathy rimane ferita. Dieci mesi dopo, dopo la nascita di suo figlio, Jory, Cathy apre la sua scuola di danza.
Carrie incontra e si innamora di un ministro di culto locale di nome Alex. Carrie non è però sicura di voler essere la moglie di un ministro, ricordando le dichiarazioni della nonna su come lei e i suoi fratelli siano degli empi abomini. Cathy la rassicura dicendole di dimenticare il passato e pensare al futuro. Ad un raduno di beneficenza Carrie incontra Corrine e la invita al matrimonio, ma la donna nega che Carrie sia sua figlia. La mattina dopo, Cathy e Chris scoprono con orrore che Carrie si è suicidata consumando delle ciambelle avvelenate (la stessa tecnica che è stata usata da sua madre per uccidere il suo gemello). Cathy giura vendetta nei confronti della madre, mentre Chris cerca di convincerla a lasciar perdere. Con il pretesto di far rivivere la tenuta di Sheffield, ma in realtà con l'intento di sedurlo, Cathy assume il marito di Corrine, Bart Winslow, come suo avvocato, Bart è immediatamente attratto da lei e i due iniziano una relazione.
Sotto la pressione del suo capo, Chris chiede a Sarah di sposarlo e lei accetta. Tuttavia, il giorno prima del matrimonio, Chris ammette a Cathy che la ama ancora e che non vuole sposare Sarah. Cathy gli dice che anche se lo ama ancora, vuole che lui vada avanti con la sua vita, poiché la loro relazione non può portare a nulla di buono. Nonostante questo, i due finiscono per condividere un bacio appassionato. Sarah entra e, inorridita, rompe il suo fidanzamento con Chris, che viene licenziato dal suo lavoro mentre si diffondono le voci sulla sua relazione incestuosa con la sorella.
Chris chiede a Cathy di sposarsi con Jory e iniziare una nuova vita con lui in California, dove nessuno li conoscerà. Tuttavia, Cathy rivela di essere incinta del figlio di Bart e intende finire ciò che ha iniziato. Chris decide di andare con lei per affrontare finalmente la loro madre e si intrufolano nella Foxworth Hall il giorno della festa di Natale di Corrine. Cathy incontra sua nonna e la affronta sulla sua ipocrisia religiosa e sui suoi abusi nei confronti di lei e dei suoi fratelli. Imperterrita, Olivia le dice che sarà per sempre "la progenie del diavolo" e Cathy le risponde che le sue parole non la feriscono più e se ne va. Durante la festa Cathy affronta finalmente sua madre davanti a tutti e rivela agli ospiti sbalorditi la sua identità e i crimini commessi da sua madre. Corrine nega le accuse di Cathy ma Olivia rivela che tutto ciò che la ragazza ha detto corrisponde alla verità. Sotto la pressione di sua madre, Corrine finalmente ammette tutto, ma cerca di giustificarsi dicendo a Bart di non aver mai avuto l'intenzione di uccidere Cory o di rinchiudere i figli nell'attico, difendendo le sue azioni sulla base del fatto che suo padre l'avrebbe rifiutata e li avrebbe lasciati fuori dal suo testamento. Cathy poi rivela pubblicamente di essere incinta di Bart.
Dopo che gli ospiti sono stati invitati ad andarsene, Bart chiede a Cathy di spiegargli perché l'ha sedotto per vendicarsi di sua madre, e lei gli dice che quello che ha fatto è stato per ragioni che non capirà mai. Nel frattempo Corrine si reca nella stanza di Olivia e la incolpa per averla costretta a rinunciare ai suoi figli facendoglieli rinchiudere in soffitta e di non averla mai amata. Olivia, da parte sua, ribatte che questo non è vero e che ha un regalo per lei: un vecchio baule. Quando Corrine lo apre dentro vi trova alcuni suoi vecchi oggetti e anche le ossa di Cory. Quando Chris entra nella stanza, Corrine, in preda ad un esaurimento nervoso, lo scambia per il suo primo marito, e lo prega di aiutarla a nascondere il corpo di Cory e scappare. Quando Corrine cerca di baciarlo, Chris disgustato e spaventato dall'atteggiamento di sua madre la respinge e, quando si rende conto che il corpo di Cory è dentro il baule, si arrabbia con lei per avergli mentito e per non aver mai seppellito il corpo del fratello. Corrine impazzisce e dà fuoco al letto della madre. Bart si precipita a salvare Olivia, ma entrambi muoiono tra le fiamme. Cathy e Chris scappano e guardano Foxworth Hall venire distrutta dall'incendio.
Sei anni dopo, Cathy e Chris sono ora sposati e vivono felicemente in California con Jory e Bart Jr. sotto il cognome Dollanganger. Corrine è stata rinchusa in un istituto perché malata di mente.

## Produzione

### Sviluppo e scrittura
Lifetime ha annunciato per la prima volta i piani per adattare il secondo libro della serie Dollanganger il 9 gennaio 2014, poco prima della messa in onda di Flowers in the Attic. È stato anche annunciato dalla sceneggiatrice Kayla Alpert che il film si sarebbe svolto dieci anni dopo Flowers in the Attic, mentre il libro riparte subito dopo gli eventi del primo. La Alpert ha dichiarato di aver iniziato a lavorare alla sceneggiatura di Petals on the Wind, poco dopo aver terminato la sceneggiatura del primo film.
La produttrice esecutiva Michelle Weiss ha dichiarato che adattare Petali di tenebra in un film si è rivelato più difficile del primo. Ha detto che mentre Flowers era una storia contenuta che si svolgeva in un solo luogo, Petals ha un'ambientazione più ampia, più trame e si svolge durante un periodo di tempo più lungo. La sfida più grande è stata contenere la storia in un lasso di tempo contenuto. Ha anche affermato che il film è ambientato nel sud degli Stati Uniti negli anni '70.

### Casting e riprese
Il 28 gennaio 2014 è stato annunciato che Heather Graham ed Ellen Burstyn avrebbero ripreso i loro ruoli da Flowers in the Attic. Il 18 febbraio è stato rivelato che Rose McIver aveva ottenuto il ruolo di Cathy Dollanganger, subentrando a Kiernan Shipka. In quello stesso mese, è stato rivelato che Wyatt Nash era stato scelto come Christopher il giorno seguente venne annunciato l'ingresso di Bailey De Young nel cast nei panni di Carrie.
La McIver ha dichiarato che a causa della produzione affrettata del film, ha avuto solo due settimane dopo la sua prima audizione per esercitarsi nel balletto per il suo ruolo, prima che le riprese iniziassero il 25 febbraio; questo la lasciò incapace di leggere nessuno dei libri. Per quanto riguarda la relazione tra Cathy e Chris, ha affermato che entrambi i personaggi "sanno che [la loro relazione] è un tabù, ma nessun altro li capisce come si comportano a vicenda" e, a causa del loro trauma condiviso, è difficile per loro connettiti con chiunque altro. Nash ha espresso un sentimento simile, credendo che sia impossibile per nessuno dei due andare avanti e vivere una vita felice separati l'uno dall'altro.
La produzione del film è stata affrettata e l'attrice Rose McIver, che ha interpretato Cathy, ha iniziato le riprese nel febbraio 2014, due settimane dopo aver partecipato alla sua prima audizione, lasciandola incapace di leggere nessuno dei romanzi prima di interpretare il ruolo. Immediatamente dopo che le riprese furono completate a marzo, la McIver iniziò a lavorare alla serie televisiva iZombie.
Un nuovo personaggio, quello dell'interesse amoroso di Chris, Sarah, è stato creato per il film e alcune parti del libro, in particolare la relazione sessuale tra Cathy e il suo padre adottivo, sono state rimosse per evitare di rendere troppo lungo il film. Su questa scelta, la regista Kayla Alpert ha dichiarato che "Dopo aver fatto l'incesto, abbiamo deciso di non aver bisogno della pedofilia oltre ad esso" e che parte della trama del libro doveva essere condensata per il film.

## Distribuzione

### Giudizi
Nella sua trasmissione televisiva originale, Petals on the Wind è stato visto da 3,42 milioni di spettatori e aveva un punteggio di 1,2 tra le donne di età compresa tra 18 e 49 anni, in calo del 37% rispetto all'1,9 guadagnato da Flowers.

### Home media
Il 16 settembre 2015 è stato rilasciato come DVD a disco singolo. Successivamente è stato ripubblicato il 23 giugno 2015, con Flowers in the Attic come "Double Feature". Il 10 novembre 2015 è stato incluso in una "4-Film Collection" con Flowers in the Attic, If There Be Thorns e Seeds of Yesterday.

## Accoglienza
Petals on the Wind ha una media di 64 su 100, sulla base di quattro critiche, su Metacritic, indicando "recensioni generalmente favorevoli".
Variety ha recensito il film, affermando che "sembra e si sente come un lavoro urgente, ma migliora il suo predecessore in quasi tutti i modi." The A.V. Club ha dato al film un punteggio di B-, poiché hanno ritenuto che "in gran parte distorce un po' per soddisfare la promessa del suo terzo atto, e manca della forza di Ellen Burstyn come figura centrale, ma c'è abbastanza del gusto di V.C. Andrews a tutto campo per rendere questa puntata degna di essere guardata per coloro che vogliono mettersi al passo con una famiglia di fanatici del sapone 30 anni di lavoro." Entertainment Weekly ha descritto il film come "silenziato", in modo simile al primo, e ha affermato che gli attori non avrebbero dovuto prendere il materiale sul serio come hanno fatto. Nonostante ciò, hanno scoperto che il film ha numerosi casi che soddisfano o superano il "livello ridicolo" del libro.

## Riconoscimenti
- 2015 - Motion Picture Sound Editors[22]
  - Nomination Best Sound Editing - Long Form Dialogue and ADR in Television

## Sequels
Alla première di Petals on the Wind, Lifetime annunciò la produzione dei due film seguenti tratti dai due seguenti romanzi della Serie Dollanganger, If There Be Thorns and Seeds of Yesterday, entrambi trasmessi nel 2015.